# Limnephilus moestus
Limnephilus moestus là một loài Trichoptera trong họ Limnephilidae. Chúng phân bố ở miền Tân bắc.